# Oreobolopsis tepalifera
Oreobolopsis tepalifera är en halvgräsart som beskrevs av Tetsuo Michael Koyama och Encarnación Rosa Guaglianone. Oreobolopsis tepalifera ingår i släktet Oreobolopsis och familjen halvgräs. Inga underarter finns listade i Catalogue of Life.